# 1710
1710 (MDCCX) byl rok, který dle gregoriánského kalendáře započal středou.

## Události
- 20. listopadu – Osmanská říše vyhlásila válku Rusku.
- Rusko dobylo švédské baltské provincie.
- Nizozemci opustili ostrov Mauritius a Francouzi převzali kontrolu.
- Vymřela nordenská větev rodu Cirksenů
- Panství Chambellay přešlo z rodu Montalais do vlastnictví rodu de Racapé (prodala jej Nicole-Anne Constance de Montalais).

### Probíhající události
- 1700–1721 – Severní válka
- 1701–1714 – Válka o španělské dědictví

## Vědy a umění
- vynalezen bidet (přibližné datum)
- první zmínka o výskytu trnovníku akátu v Českých zemích

## Narození

### Česko
- 07. ledna – Josef Antonín Sehling, hudební skladatel († 17. září 1756)
- 02. března – Dionýz Ignác Staneti, slezský barokní sochař († květen 1767)
- 26. července – Ignác Oderlický, moravský rokokový umělec († 31. března 1761)
- 12. srpna – František Josef Pachta z Rájova, šlechtic a hrabě († 28. listopadu 1799)
- 02. října – František Antonín Grimm, barokní architekt († 17. ledna 1784)
- 03. října – Adam Ludvík z Hartigu, šlechtic († 12. prosince 1736)
- 06. října – Maxmilián Václav Lažanský z Bukové, šlechtic († 28. listopadu 1776)
- neznámé datum – František Kermer, architekt († 12. března 1786)

### Svět

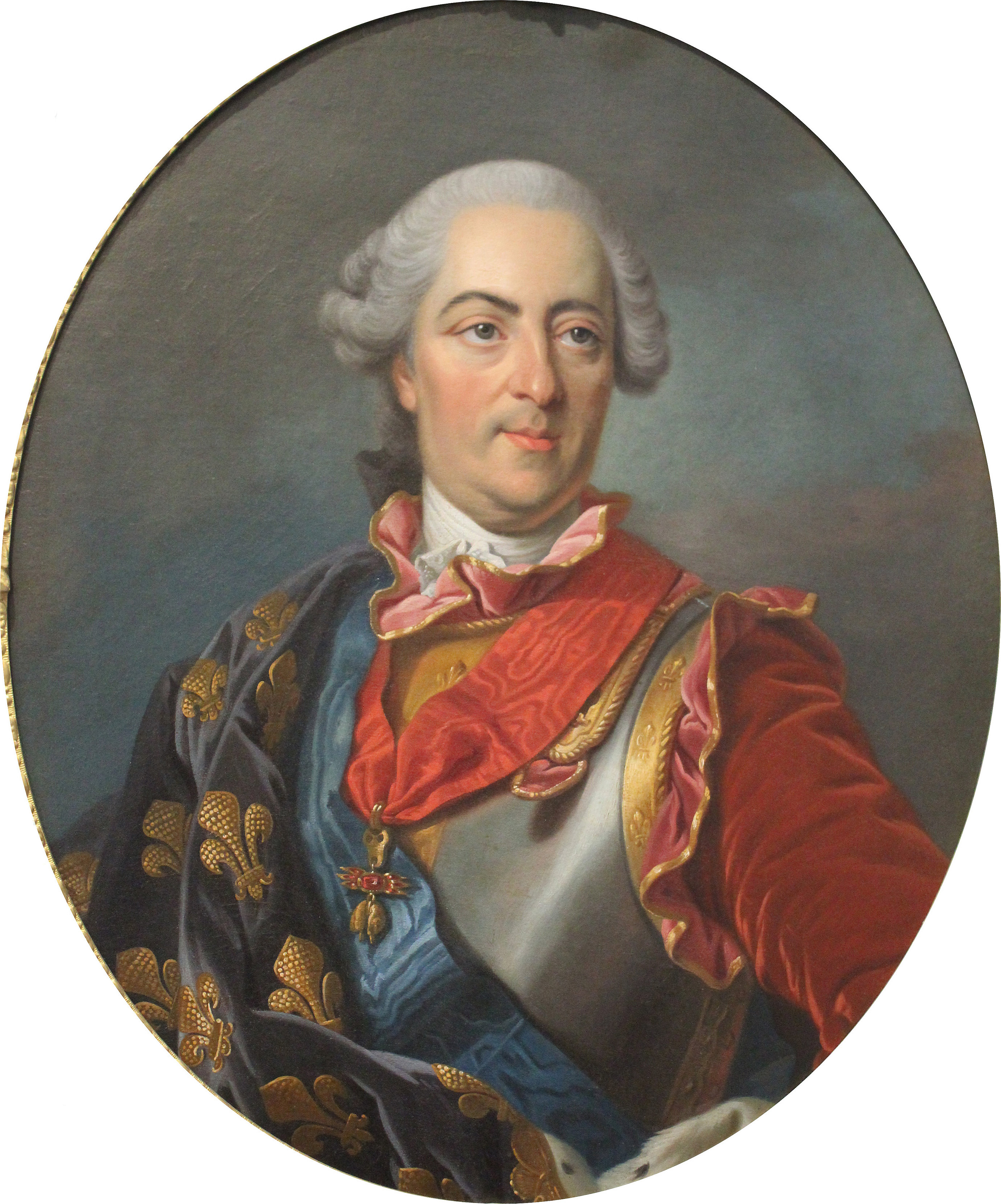
Ludvík XV. (* 15. února)

- 04. ledna – Giovanni Battista Pergolesi, italský hudební skladatel († 16. března 1736)
- 15. února – Ludvík XV., francouzský král († 10. května 1774)
- 19. března – Jiří Petrmann, slovenský exilový luteránský kazatel († 16. prosince 1792)
- 05. dubna – Michael Jan IV. z Althannu, rakouský šlechtic, dvořan a politik († 16. prosince 1778)
- 26. dubna – Thomas Reid, skotský filozof († 7. října 1796)
- 14. května – Adolf I. Fridrich, švédský král († 12. února 1771)
- 23. května – François Gaspard Adam, francouzský sochař († 18. srpna 1761)
- 28. května – Thomas Arne, anglický skladatel († 5. března 1778)
- 21. června – James Short, britský matematik a optik († 15. června 1768)
- 24. června – Jozef Spléni, slovenský jezuita a náboženský spisovatel († ?)
- 27. června – Franz Ludwig von Thürheim, rakouský hrabě a císařský polní maršál († 10. června 1782)
- 10. srpna – Luisa Dorotea Sasko-Meiningenská, sasko-gothajsko-altenburská vévodkyně († 22. října 1767)
- 25. září – Augustin Ehrensvärd, švédský architekt († 4. října 1772)
- 27. září – Hatice Sultan, osmanská princezna a dcera sultána Ahmeda III. († 1738)
- 30. září – John Russell, 4. vévoda z Bedfordu, britský státník z významného šlechtického rodu Russellů († 5. ledna 1771)
- 12. října – Giovanni Battista Ferrandini, italský hudební skladatel († 25. listopadu 1791)
- 15. října – František Barkóci, ostřihomský arcibiskup a spisovatel († 18. června 1765)
- 16. října – Andrej Hadik, uherský hrabě a rakouský polní maršál († 12. března 1790)
- 23. října – Amálie Nasavsko-Dietzská, dědičná bádensko-durlašská princezna († 18. září 1777)
- 17. listopadu – Franz Hilverding, rakouský tanečník a choreograf († 29. května 1768)
- 22. listopadu – Wilhelm Friedemann Bach, německý skladatel († 1. července 1784)
- neznámé datum
  - William Annesley, irský politik a 1. vikomt Glerawly († 2. září 1770)
  - Johann Leonard Hoffmann, vojenský lékař německo-nizozemského původu a amatérský sběratel fosílií († 1782)
  - Pietro Pulli, italský hudební skladatel († 1759)

## Úmrtí

### Česko
- 27. ledna – Silvestr Hibler, františkánský kněz a písař (* ?)
- 05. února – Anselm Unruh, františkán působící v Čechách (* ?)
- 20. března – Jan Josef Breuner, arcibiskup pražský (* 20. července 1641)
- 28. března – Josef Pabl, švábský sochař žijící v Jižních Čechách (* cca 1662)
- 08. srpna – Heřman Jakub Černín, nejvyšší purkrabí Království českého (* 25. července 1659)
- 11. září – Tobiáš Jan Becker, biskup královéhradecký (* 15. července 1649)
- 14. prosince – Jan Kristián I. z Eggenbergu, šlechtic, vévoda krumlovský (* 7. září 1641)

### Svět

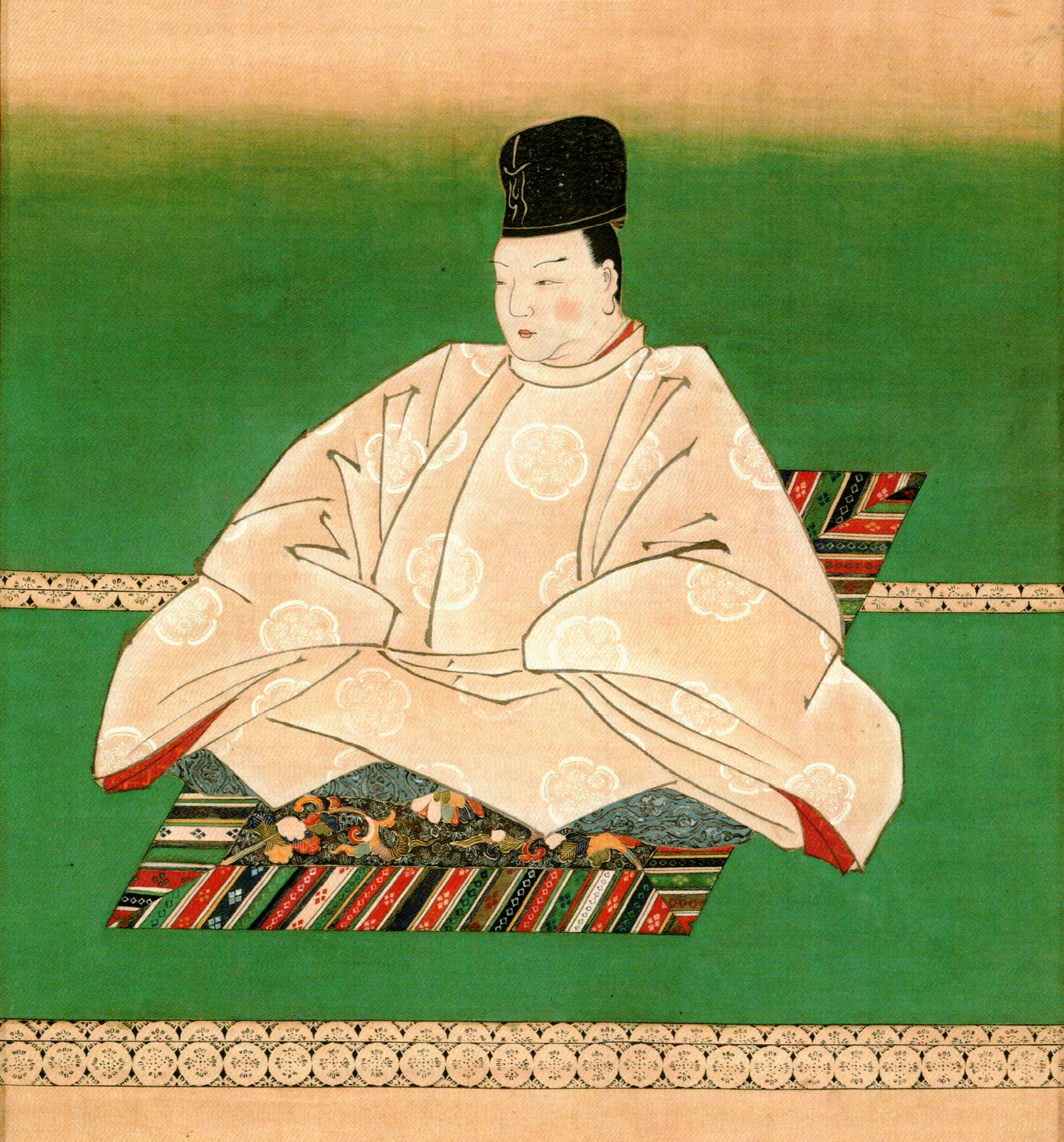
Higašijama († 16. ledna)

- Higašijama († 16. ledna) 16. ledna – Higašijama, japonský císař (* 21. října 1675)
- 22. února – Charles-Maurice Le Tellier, francouzský římskokatolický duchovní, remešský arcibiskup (* 16. července 1642)
- 04. března – Ludvík III. Bourbon-Condé, francouzský princ a příslušník královské rodiny (* 10. listopadu 1668)
- 06. června – Louise de La Vallière, milenka francouzského krále Ludvíka XIV. (* 6. srpna 1644)
- 02. července – Domenico Freschi, italský hudební skladatel (* 26. března 1634)
- 19. září – Ole Rømer, dánský fyzik a astronom (* 25. září 1644)
- 29. září – Šarlota Brunšvicko-Lüneburská, německá šlechtična (* 8. března 1671)
- 10. října – Jiří Benedikt von Ogilvy, polsko-saský a ruský polní maršál (* 19. března 1651)
- 10. listopadu – Karel Theodor Otto ze Salmu, německý šlechtic, vojevůdce, dvořan a státník (* 7. července 1645)
- 21. listopadu – Bernardo Pasquini, italský hudební skladatel, varhaník a cembalista (* 7. prosince 1637)
- neznámé datum
  - Hennig Brand, německý alchymista (* 1630)
  - Pierre-Esprit Radisson, francouzský dobrodruh, cestovatel a obchodník (* 1636)
  - Jacob Leyssens, vlámský malíř a dekoratér (* 1661)
  - Gaspar Sanz, španělský kytarista, varhaník a kněz (* 1640)
  - Ivan Jevstafjevič Vlasov, ruský úředník a šlechtic řeckého původu (* 1628)

## Hlavy států
- Dánsko-Norsko – Frederik IV. (1699–1730)
- Francie – Ludvík XIV. (1643–1715)
- Habsburská monarchie – Josef I. (1705–1711)
- Osmanská říše – Ahmed III. (1703–1730)
- Polsko – August II. (1709–1733)
- Portugalsko – Jan V. (1706–1750)
- Prusko – Fridrich I. (1688–1713)
- Rusko – Petr I. (1682–1725)
- Španělsko – Filip V. (1700–1724)
- Švédsko – Karel XII. (1697–1718)
- Velká Británie – Anna Stuartovna (1702–1714)
- Papež – Klement XI. (1700–1721)
- Japonsko – Nakamikado (1709–1735)
- Perská říše – Husajn Šáh (1694–1722)